# Berta persimilis
Berta persimilis là một loài bướm đêm trong họ Geometridae.